# Berg (Tessenderlo)

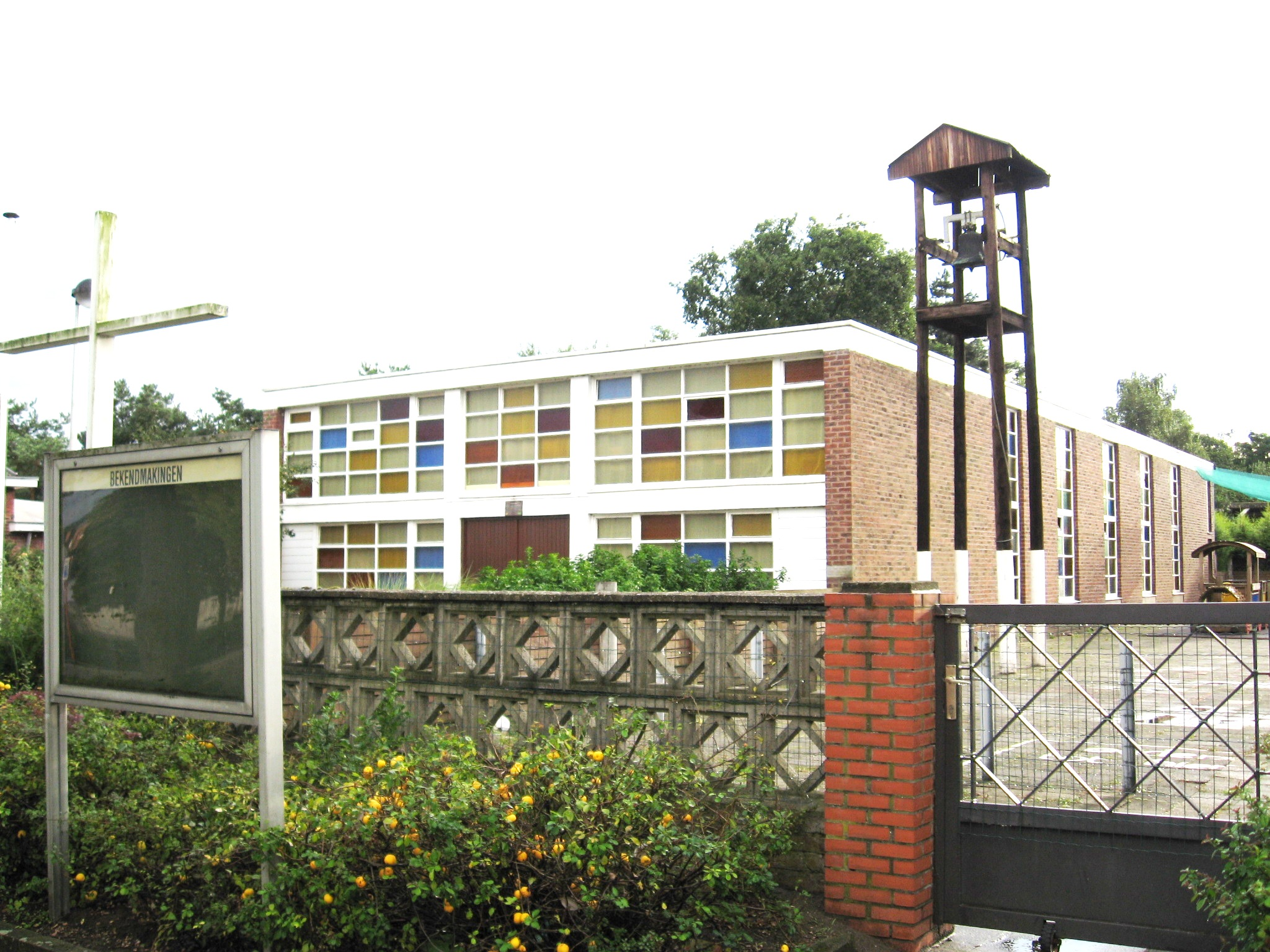
Sint-Barbarakerk te Berg

Berg is een tot een parochie uitgegroeide wijk van Tessenderlo, die zich ten zuiden van het centrum van Tessenderlo bevindt.
Naast een modernistische kerk heeft Berg een watertoren, alsook de Oude Molen aan de Molenstraat.

## Parochie
De parochie werd gesticht door de Paters Redemptoristen. In 1957 werd op de Molenberg een Sint-Barbarakapel opgericht. In 1965 werd een kerk in modernistische stijl gebouwd, gewijd aan de Heilige Barbara. Hier hebben veel vrijwilligers aan meegewerkt. Het is een doosvormige betonnen constructie met bakstenen losstaande, open, klokkenstoel-achtige toren.